# Garret Moore (1er vicomte Moore)
Garret Moore ( c. 1564 - 9 novembre 1627) est un homme politique et pair Anglo-Irlandais.

## Biographie
Il est le fils de Sir Edward Moore de Mellifont et de son épouse Elizabeth Clifford (décédée en 1581), fille et cohéritière de Nicholas Clifford de Holme, Kent, et de son épouse Mary Harper. Elizabeth avait déjà été mariée trois fois et tous ses maris appartenaient à la noblesse anglo-irlandaise : son premier mari, Sir William Brabazon (en), est Lord justicier. Moore est ainsi le demi-frère d'Edward Brabazon, 1er baron Ardee, et, grâce au troisième mariage de sa mère avec le capitaine Humphrey Warren, il est également le demi-frère de Sir William Warren .
Il est investi comme chevalier en 1599 par Élisabeth Ire. Il occupe le poste de Sénéchal de Cavan en 1601. Il hérite des propriétés très importantes de son père en 1602 (dont la plupart étaient des propriétés à bail, détenues directement par la Couronne anglaise). Il est un ami fidèle de Hugh O'Neill, comte de Tyrone, et a accueilli les négociations qui ont mené au traité de Mellifont en 1603 et à la fin de la guerre de Neuf Ans.

## Moore et le comte de Tyrone
Sa loyauté envers la Couronne n'a jamais été sérieusement mise en doute, malgré son amitié avec le comte de Tyrone, mais après la fuite de Tyrone vers le continent en 1607, il est la cible d'attaques véhémentes de ses ennemis, en particulier du volatile et peu fiable Christopher St Lawrence (en), avec qui il s'est querellé, malgré le fait qu'ils soient parents par alliance. Howth accuse Moore d'être en relations avec Tyrone et porte les accusations avec une telle vigueur que le Lord lieutenant d'Irlande, Sir Arthur Chichester, qui avait à l'origine ri d'eux "trop absurde même pour inculper un cavalier, sans parler d'un chevalier", s'est senti obligé de placer Moore en résidence surveillée. Moore a admis qu'à la veille de la fuite des comtes, Tyrone lui avait rendu visite à son domicile, Mellifont, mais il a fermement nié toute imputation de trahison. Lord Howth, convoqué devant le Conseil irlandais, a refusé de fournir la moindre preuve de la trahison présumée, au motif que, puisque Moore était lui-même conseiller privé, cet organe était clairement coupable de partialité, tandis que son affirmation bizarre selon laquelle il avait vu Moore essayer de soulever le diable n'a rien fait pour renforcer sa crédibilité. L'affaire a été transférée en Angleterre et, en temps voulu, Moore a été disculpé de tout soupçon. Howth, intrépide, accuse alors Chichester et Moore de conspirer pour l'assassiner: le Conseil, qui a perdu patience avec Howth, lui a ordonné de se retirer dans sa maison en disgrâce. Moore, en revanche, était assuré que sa loyauté envers le roi n'était pas en cause.

## Fin de carrière
Il est investi en tant que membre du Conseil privé d'Irlande en 1604 et sert à la Chambre des communes irlandaise en tant que député de Dungannon au Parlement de 1613-15. Il occupe le poste de Lord président de Munster en 1615. Le 20 juillet 1616, il est créé baron Moore, de Mellefont dans le comté de Louth dans la pairie d'Irlande puis vicomte Moore, de Drogheda, également dans la pairie d'Irlande, le 7 février 1621 . Sa résidence principale est l'Abbaye de Mellifont, près de Drogheda, qui est restée dans la famille Moore jusqu'en 1927. C'est aujourd'hui une ruine.

## Famille
Il épouse Mary Colley, fille de Sir Henry Colley (en) et son épouse Catherine Cusack, fille du juge Thomas Cusack (en), Lord Chancelier d'Irlande, avec qui il a douze enfants. Ses deux fils aînés, Edward et Thomas, l'ont précédé dans la tombe: il est remplacé comme vicomte par son troisième fils, Charles Moore. Sa fille Eleanor épouse le juge John Denham (en), Lord Chief Justice d'Irlande, mieux connu de l'histoire comme l'un des juges de Ship Money : ils sont les parents du poète Sir John Denham. Une autre fille, Anne, épouse le commandant royaliste Sir Faithful Fortescue (en). Une troisième fille, Frances, épouse Roger Jones, 1er vicomte Ranelagh, et une quatrième, Jane, épouse Henry Blayney, 2e baron Blayney (en). Le petit-fils de Moore, Henry, est créé comte de Drogheda en 1661 .
La veuve de Moore, Mary, se remarie avec Charles Wilmot, 1er vicomte Wilmot (en). Elle est décédée en 1654 et est enterrée à côté de son premier mari à l'église Saint-Pierre de Drogheda.